# 小盂鼎
小盂鼎，也称廿五祀盂鼎，是中国西周时期的青铜鼎，现已佚失，仅存铭文拓本。小盂鼎与大盂鼎一同在清道光初年发现于陕西岐山县礼村，即现称之周原遗址所在地。

## 形态
小盂鼎发现时容十二石，而大盂鼎仅有八石。小盂鼎的器型及纹饰不详，仅有铭文传世。铭文长达390字左右，从现存拓本上看，残缺字数较多。

## 内容
小盂鼎的铭文记述了“二十五年”，大臣“盂”率领军队大败鬼方，献俘于王，也告捷于宗庙，王廷的大小官员都参与仪式，盂得到周康王嘉奖的事情。铭文中的“二十五年”，传统上认为是指周康王二十五年，即公元前996年，也有认为是周昭王二十五年的。
传统上认为小盂鼎是周康王时期的器物，但后来也有学者认为是周昭王时期的。还有说法认为是周穆王时代的。
小盂鼎铭文的内容记载了西周时期献俘仪式及相关礼制的细节，可与如《逸周书·世俘》、《周礼》等传世文献的记载相互印证，也为西周职官制度、门朝制度等典章制度的研究提供了重要的线索。也是西周时期历史的重要史料。

## 流转及佚失
小盂鼎出土后，与大盂鼎一同为当地人宋金鉴所收藏。其后宋金鉴之侄宋世男将其贿送陕西巡抚以捐官出任山东东阿县令，其后下落不明。关于该鼎的去向，一说该鼎毁于太平天国战争之际。又一说项城袁氏（可能指袁保恒）得到后重埋入土。

## 铭文

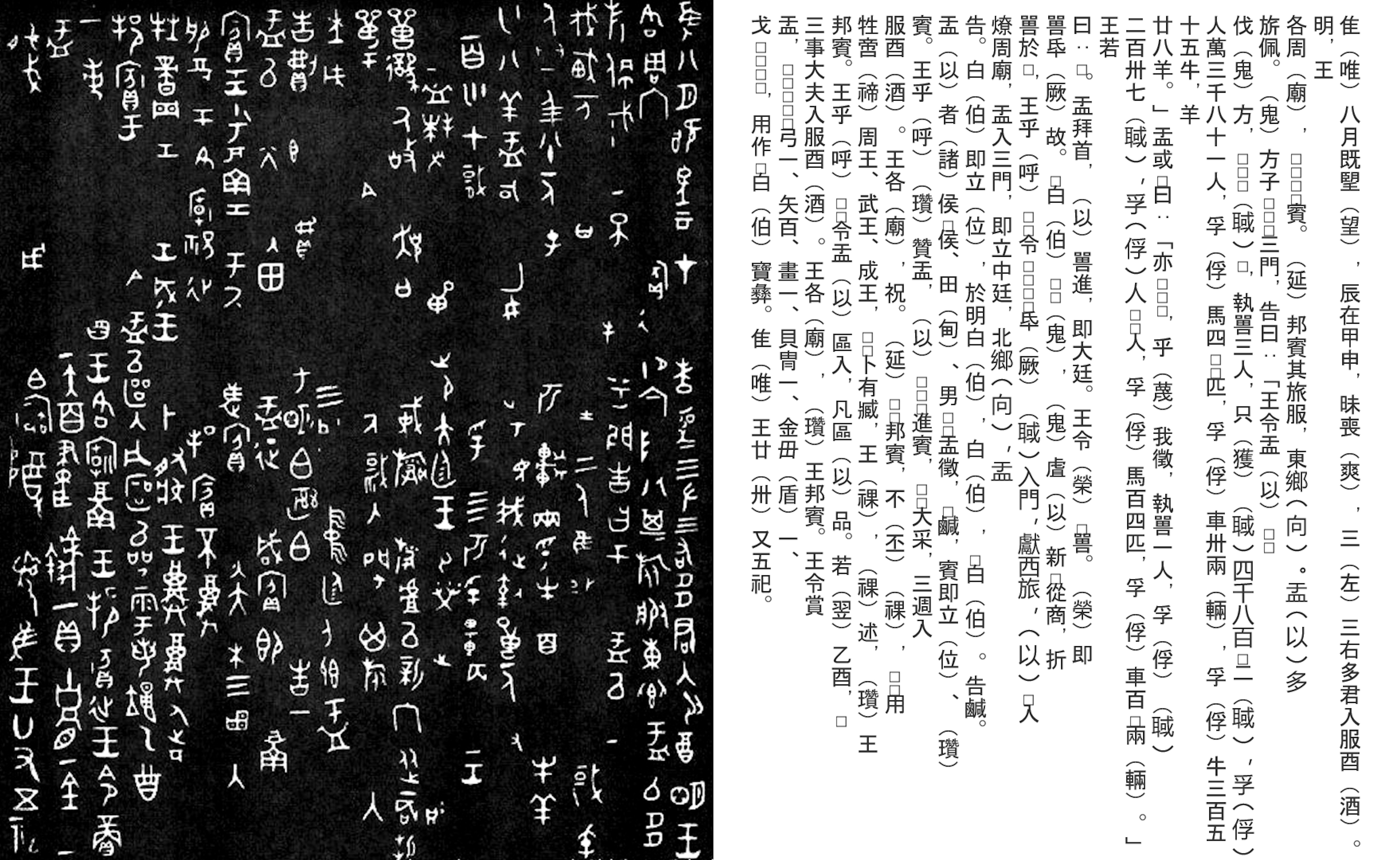
铭文拓本及其释文

隹（唯）八月既朢（望），辰在甲申，昧丧（爽），三（左）三右多君入服酉（酒）。明，王
各周（庙），□□□□宾。（延）邦宾其旅服，东乡（向）。盂（以）多
旂佩。（鬼）方子□□□三门，告曰：「王令盂（以）□□
伐（鬼）方，□□□（聝）□，执嘼三人，只（获）（聝）四千八百□二（聝），孚（俘）
人万三千八十一人，孚（俘）马四□□匹，孚（俘）车卅两（辆），孚（俘）牛三百五十五牛，羊
廿八羊。」盂或□曰：「亦□□□，乎（蔑）我征，执嘼一人，孚（俘）（聝）
二百卅七（聝），孚（俘）人□□人，孚（俘）马百四匹，孚（俘）车百□两（辆）。」王若
曰：□。盂拜首，（以）嘼进，即大廷。王令（荣）□嘼。（荣）即
嘼氒（厥）故。□白（伯）□□（鬼），（鬼）虘（以）新□从商，折
嘼于□，王乎（呼）□□令□□□□氒（厥）（聝）入门，献西旅，（以）□入
燎周庙，盂入三门，即立中廷，北乡（向），盂
告。白（伯）即立（位），于明白（伯），白（伯），□白（伯）。告咸。
盂（以）者（诸）侯□侯、田（甸）、男□□盂征，□咸，宾即立（位）、（瓒）
宾。王乎（呼）（瓒）赞盂，（以）□□□进宾，□□大采，三周入
服酉（酒）。王各（庙），祝。（延）□□邦宾，不（丕）（祼），□□用
牲啻（禘）周王、武王、成王，□□卜有臧，王（祼），（祼）述，（瓒）王
邦宾。王乎（呼）□□令盂（以）区入，凡区（以）品。若（翌）乙酉，□
三事大夫入服酉（酒）。王各（庙），（瓒）王邦宾。王令赏
盂，□□□□□弓一、矢百、画一、贝胄一、金毌（盾）一、
戈□□□□，用作□白（伯）宝彝。隹（唯）王廿（卅）又五祀。